# Jörg Hartmann

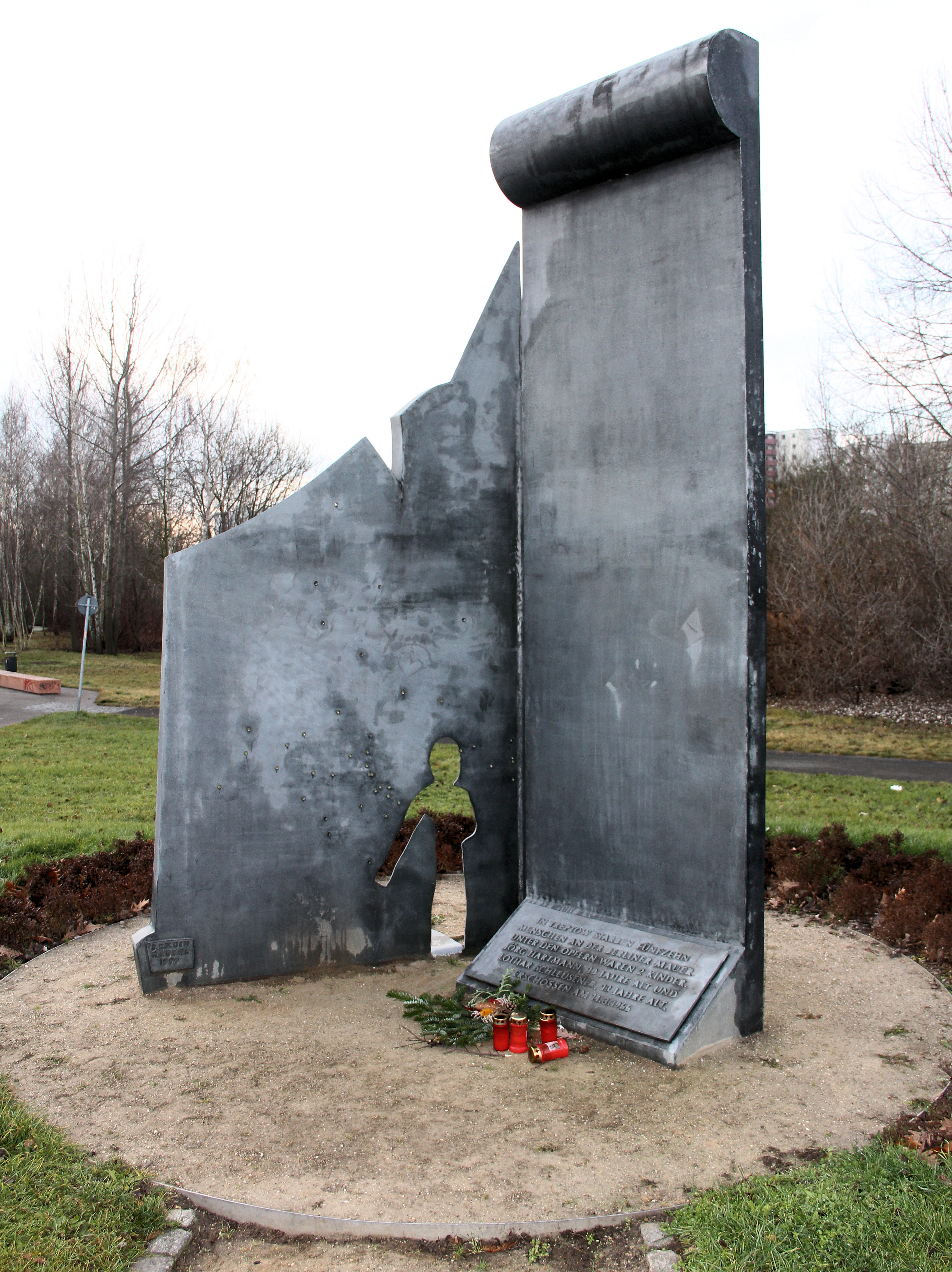
Pomnik przy Kiefholzstraße w Berlinie, upamiętniający m.in. Jörga Hartmanna

Jörg Hartmann (ur. 27 października 1955 w Berlinie, zm. 14 marca 1966 tamże) – nieletnia ofiara śmiertelna Muru Berlińskiego zastrzelona przez żołnierzy wojsk granicznych NRD.

## Życiorys i okoliczności śmierci
Jörg Hartmann dorastał wraz z dwójką młodszego rodzeństwa we wschodnioberlińskim okręgu Friedrichshain. Z powodu schorzenia psychicznego matki obowiązki opieki nad dziećmi przejęła babka chłopca. W opinii nauczycieli uchodził za ucznia mało ambitnego i nieśmiałego, według relacji kolegów zwierzał się z zamiarów ucieczki do mieszkającego w Berlinie Zachodnim ojca.
Rankiem 14 marca 1966 r. Hartmann opuścił mieszkanie babki udając się po zakupy. Jako że chłopiec nie wrócił tego dnia do domu, zaniepokojona losem wnuka babka zgłosiła jego zaginięcie policji. Otrzymane dwa tygodnie później oficjalne powiadomienie prokuratury generalnej o zgonie chłopca zawierało budzącą u opiekunki wątpliwość informację o utonięciu na skutek ran powstałych z powodu uderzenia śrubą okrętową. Wersję tę podważała również szkolna wychowawczyni Hartmanna, która tym samym zmuszona została przez dyrektora do zaniechania ustalenia prawdy i wskutek tego uciekła w tym samym roku z powodzeniem z NRD. Ciało ofiary zostało jeszcze przed powiadomieniem bliskich skremowane i pochowane anonimowo na cmentarzu w okręgu Berlin-Treptow. Opublikowana niedługo potem przez zachodnie radio RIAS wiadomość o śmiertelnym postrzeleniu w okolicy umocnień granicznych dwójki nieletnich pozwoliła na późniejsze odtworzenie przebiegu rzeczywistych zdarzeń. Z relacji tej wynikało, iż wieczorem 14 marca 1966 r. zastrzelono przy próbie sforsowania muru dwóch nieletnich. Wieczorem tego dnia Hartmann wraz ze znanym mu wcześniej 13-letnim Lotharem Schleusenerem udał się w rejon umocnień granicznych, gdzie około godziny 19.15 niedaleko kolonii ogródków działkowych „Sorgenfrei” odkryci zostali przez żołnierzy wojsk granicznych. Wartownicy dostrzegając w mroku sylwetki dwóch postaci pokonujących pierwsze z zabezpieczeń oddali najpierw strzały ostrzegawcze, po czym otworzyli ogień. Trafiony Hartmann zginął na miejscu, ranny Lothar Schleusner przewieziony został z kolei do szpitala Krankenhaus der Volkspolizei, gdzie zmarł jeszcze tego samego dnia.
Władze NRD zataiły przed opinią publiczną przebieg zdarzeń, w związku z czym oficjalnie powiadomiono o nich po raz pierwszy dopiero w 1990 r. Podczas wszczętego w listopadzie 1997 r. dochodzenia dowodzącemu posterunkiem Siegfiedowi B. wymierzono pod zarzutem nieumyślnego spowodowania śmierci karę 20 miesięcy pozbawienia wolności w zawieszeniu. Drugi z żołnierzy Paul P. zmarł podczas procesu, nie podjęto również dochodzenia przeciwko przełożonemu tychże.

## Upamiętnienie
Na wniosek zgromadzenia okręgowego w Treptow wzniesiono w 1999 r. pomnik upamiętniający 15 śmiertelnych ofiar Muru Berlińskiego w tym rejonie. Stojący na wysokości numeru ulicy Kiefholzstraße 333 obelisk zawiera także nazwiska Hartmanna oraz towarzyszącego mu w dniu śmierci Lothara Schleusenera.

## Film dokumentalny
- Simone Warias, Friedrich Herkt: Geboren 1955 – Erschossen 1966., Mitteldeutscher Rundfunk 2001.